# 宮園 (流山市)
宮園（みやぞの）は、千葉県流山市にある町名。現行行政地名は宮園一丁目から宮園三丁目。郵便番号は270-0155。

## 地理
流山市の南部に位置する。全域が1973年（昭和48年）～1975年（昭和50年）にかけて思井・中土地区画整理組合施行によって区画整理され、東急不動産によって分譲された住宅街「東急ニュータウン流山みやぞの」になっている。総面積は26.7haで、開発前は91.76%が水田、0.42%が畑、0.6%が雑居地であった。
台地に面する低地部であり、坂川に近いことから1981年（昭和56年）には坂川の氾濫で一帯が浸水したが、その後、坂川の改修が行われて以来水害は起きていない。また、宮園の開発に伴い建設された南北100m、東西120mの人工池である「宮園調整池（みやぞの池）」は坂川の洪水を防ぐ為に建設されたものであったが、洪水はその後に起きている。宮園調整池は、将来は埋め立てて小学校にする為に確保されていた土地であったが、1980年（昭和55年）に市立八木南小学校が市立八木中学校の場所から現在地に移転し、学校の近くなった宮園が八木南小学校の学区となったことにより、学校用地として転用する計画はなくなり、現在も残っている。
東は松戸市幸田、西は中・思井、南は鰭ケ崎、北は芝崎と接している。

### 地価
住宅地の地価は、2015年（平成27年）1月1日の公示地価によれば、宮園3丁目3番25の地点で11万6000円/m2となっている。

## 歴史

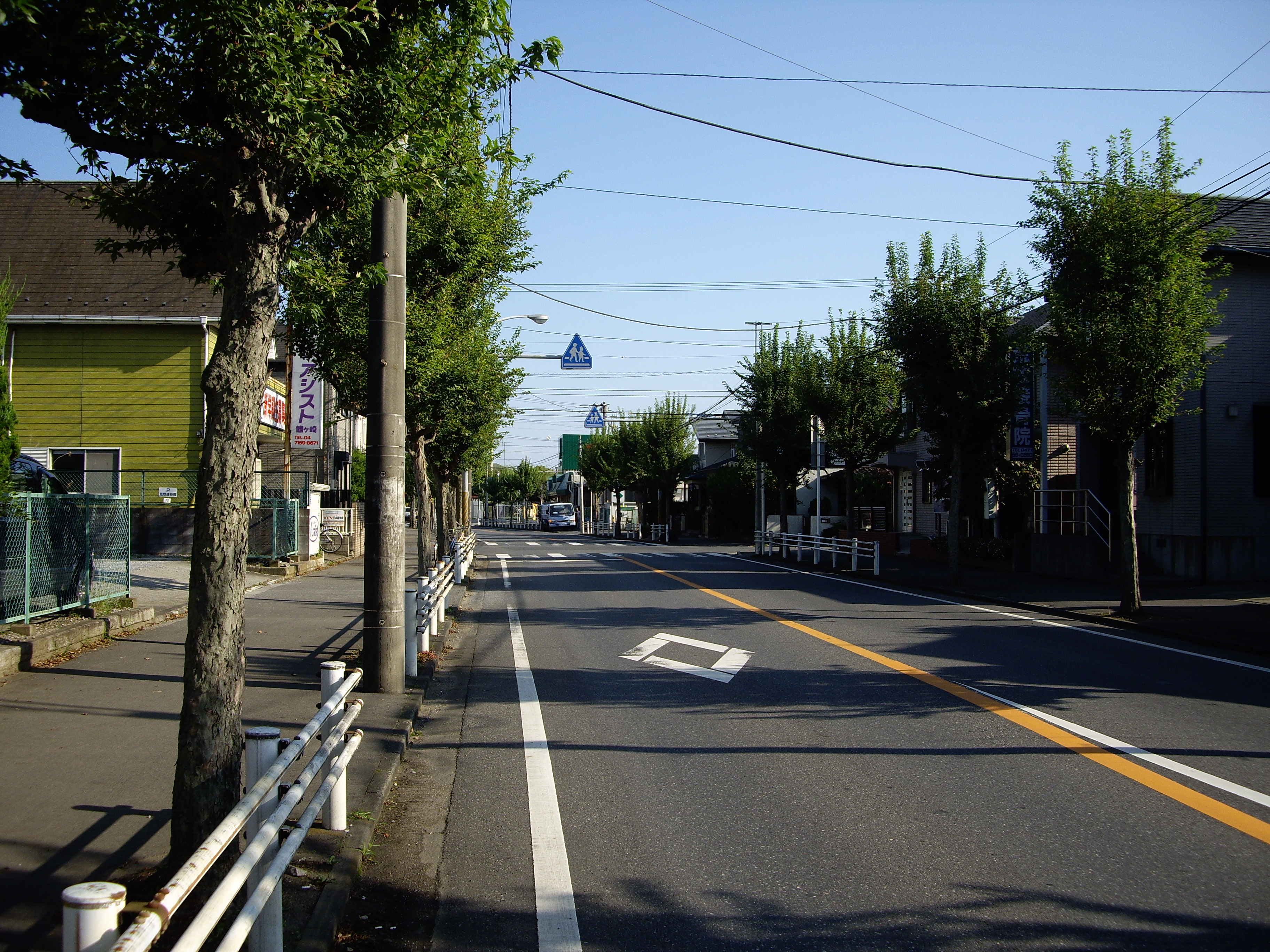
宮園一・二丁目

### 沿革
- 1973年（昭和48年）3月　｢思井・中土地区画整理組合｣設立。
- 1973年（昭和48年）5月　「東急ニュータウン流山みやぞの」分譲開始。
- 1975年（昭和50年）9月20日　流山市大字思井、大字中、大字鰭ケ崎、大字芝崎の各一部より、流山市宮園一丁目～三丁目を新設。
- 1975年（昭和50年）11月　第一次入居開始。宮園三丁目に279戸が入居。
- 1976年（昭和51年）8月　第二次入居開始。宮園一・二丁目に317戸が入居。

### 地名の由来
公募で決定した。一帯の土地が五穀豊穣の園であり、当地域に隣接する熊野神社の庭でもあることから、神社の庭という意味で「宮園」とした。

## 町名の変遷
| 実施後     | 実施年月日    | 実施前（各町名ともその一部）                       |
| ---------- | ------------- | -------------------------------------------------- |
| 宮園一丁目 | 1975年5月20日 | 思井字三斗蒔・柳田、鰭ケ崎字根柄前・背戸谷         |
| 宮園二丁目 | 1975年5月20日 | 思井字柳田・広田・目皆田、中字谷下、鰭ケ崎字背戸谷 |
| 宮園三丁目 | 1975年5月20日 | 中字谷下・市道、芝崎字塩辛田                       |

宮園が新設された時に宮園全域で地番整理を行っており、小字は消滅している。

## 世帯数と人口
2017年（平成29年）11月1日現在の世帯数と人口は以下の通りである。
| 丁目       | 世帯数    | 人口    |
| ---------- | --------- | ------- |
| 宮園一丁目 | 163世帯   | 394人   |
| 宮園二丁目 | 390世帯   | 864人   |
| 宮園三丁目 | 494世帯   | 1,192人 |
| 計         | 1,047世帯 | 2,450人 |

## 小・中学校の学区
市立小・中学校に通う場合、学区は以下の通りとなる。
| 丁目       | 番地 | 小学校               | 中学校             |
| ---------- | ---- | -------------------- | ------------------ |
| 宮園一丁目 | 全域 | 流山市立八木南小学校 | 流山市立八木中学校 |
| 宮園二丁目 | 全域 | 流山市立八木南小学校 | 流山市立八木中学校 |
| 宮園三丁目 | 全域 | 流山市立八木南小学校 | 流山市立八木中学校 |

## 施設
- 宮園調整池（みやぞの池）
- 第一号公園
- 第二号公園

## 参考資料
- ながれやま 宮園30年のあゆみ